# Бизон (Изер)
Бизон (фр. Bizonnes) насеље је и општина у источној Француској у региону Рона-Алпи, у департману Изер која припада префектури Ла Тур ди Пен.
По подацима из 2011. године у општини је живело 858 становника, а густина насељености је износила 77,72 становника/km². Општина се простире на површини од 11,04 km². Налази се на средњој надморској висини од 630 метара (максималној 642 m, а минималној 529 m).

## Демографија
| 1962. | 1968. | 1975. | 1982. | 1990. | 1999. | 2011. |
| ----- | ----- | ----- | ----- | ----- | ----- | ----- |
| 553   | 564   | 584   | 609   | 623   | 629   | 858   |

График промене броја становника у току последњих година